# Polskie Stowarzyszenie Rzeczoznawców i Biegłych Sądowych
Polskie Stowarzyszenie Rzeczoznawców i Biegłych Sądowych (PSRiBS) – ogólnopolska organizacja naukowo-techniczna zrzeszająca rzeczoznawców i biegłych sądowych, jak również przedstawicieli zawodów pokrewnych oraz osoby ubiegające się                 o uzyskanie powyższych tytułów. PSRiBS jest członkiem Federacji Stowarzyszeń Naukowo-Technicznych NOT i działa na rzecz użyteczności społecznej i publicznej. 
Stowarzyszenie realizując swoje cele statutowe zajmuje się działalnością popularyzatorską i edukacyjną organizując konferencje, szkolenia, seminaria i wykłady, Wykonuje także badania, ekspertyzy, audyty, projekty wydając opinie przez interdyscyplinarne zespoły ekspertów z wielu dziedzin prawnych, ekonomicznych, finansowych i budowlanych.
- Komisja Kwalifikacyjna nr 718 przy PSRiBS przeprowadza egzaminy sprawdzające kwalifikacje osób zajmujących się eksploatacją urządzeń, instalacji i sieci na stanowiskach dozoru i eksploatacji.

- Stowarzyszenie prowadzi szkolenia BHP dla pracodawców i osób kierujących pracownikami zakończone certyfikatem.
- Dział Prawa Zamówień Publicznych PSRiBS przeprowadza konsultacje.
- Polskie Stowarzyszenie Rzeczoznawców i Biegłych Sądowych nadaje tytuł Rzeczoznawcy PSRiBS[5] oraz Eksperta PSRiBS[6]
- Przy PSRiBS działają sekcje: strzelecka[7], wędkarska[8] i motocyklowa[9] oraz  łowiectwa podwodnego[10].

PSRiBS jest wyłącznym partnerem  pierwszego w Polsce Elektronicznego Sądu Polubownego Ultima Ratio w zakresie wydawania opinii przez biegłych sadowych.

## Oddziały PSRiBS
Warszawa, Włocławek, Łomża, Poznań, Legnica

## Czasopisma PSRiBS
- Rzeczoznawca
- Biegły Sądowy